# Герои Социалистического Труда Оренбургской области
В настоящий список включены:

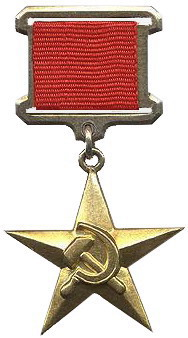
Золотая медаль «Серп и Молот»

- Герои Социалистического Труда, на момент присвоения звания проживавшие на территории Оренбургской области, — 152 человека;
- уроженцы Оренбургской области, удостоенные звания Героя Социалистического Труда в других регионах СССР, — 74 человека;
- Герои Социалистического Труда, прибывшие в Оренбургскую область на постоянное проживание из других регионов СССР, — 4 человека;
- лица, лишённые звания Героя Социалистического Труда, — 1 человек.

Вторая и третья части списка могут быть неполными из-за отсутствия данных о месте рождения и смерти ряда Героев.
В таблицах отображены фамилия, имя и отчество Героев, должность и место работы на момент присвоения звания, дата Указа Президиума Верховного Совета СССР, отрасль народного хозяйства, место рождения/проживания, а также ссылка на биографическую статью на сайте «Герои страны». Формат таблиц предусматривает возможность сортировки по указанным параметрам путём нажатия на стрелку в нужной графе.

## История
Первыми в Оренбургской (тогда Чкаловской) области звания Героя Социалистического Труда были удостоены семеро колхозников из Домбаровского, Курманаевского, Новоорского и Чкаловского районов. Высшая степень отличия была присвоена им Указом Президиума Верховного Совета СССР от 3 апреля 1948 года за получение высоких урожаев пшеницы и ржи в 1947 году.
Подавляющее большинство Героев Социалистического Труда в области приходится на работников сельского хозяйства — 93 человека; металлургия — 11; строительство — 9; машиностроение — 8; госуправление — 7; газовая промышленность, транспорт — по 4; нефтяная промышленность — 3; нефтехимическая, лёгкая промышленность, промышленность стройматериалов, энергетика — по 2; лесная промышленность, геология, оборона, здравоохранение, образование — по 1.

## Лица, удостоенные звания Героя Социалистического Труда в Оренбургской области
| №     | Фамилия, имя, отчество       | Даты жизни              | Деятельность | Дата присвоения       | Отрасль       | Место рождения      | ГС       |
| ----- | ---------------------------- | ----------------------- | --- | --------------------- | ------------- | ------------------- | -------- |
| 1e-06 | Коваленко Александр Власович | 25.11.1909 — 02.11.1987 | Первый секретарь Волчанского райкома Компартии (большевиков) Украины, Харьковская область; первый секретарь Оренбургского обкома КПСС | 07.05.1948 06.10.1976 | госуправление | *Полтавская область | [ ГС 1 ] |
| 1     | Чердинцев Василий Макарович  | 14.01.1927 — 30.12.2018 | Комбайнер колхоза «Рассвет» Сакмарского района Оренбургской области                                                                   | 23.06.1966 06.06.1984 | сельхоз       | Сакмарский район    | [ ГС 2 ] |

| №   | Фамилия, имя, отчество                    | Даты жизни              | Деятельность | Дата присвоения | Отрасль            | Место рождения                 | ГС         |
| --- | ----------------------------------------- | ----------------------- | --- | --------------- | ------------------ | ------------------------------ | ---------- |
| 1   | Авдошин Алексей Герасимович               | 17.03.1915 — 23.09.1991 | Буровой мастер конторы бурения № 1 треста «Оренбургнефтегазразведка», Оренбургская область | 19.03.1959      | нефтепром          | Бугуруслан                     | [ ГС 3 ]   |
| 2   | Аймаков Куанышпай Аймакович               | 1927 — ????             | Чабан совхоза «Домбаровский» Домбаровского района Оренбургской области | 08.04.1971      | сельхоз            | *Актюбинская область           | [ ГС 4 ]   |
| 3   | Алексеев Пётр Дмитриевич                  | 12.08.1926 — 22.04.2010 | Дорожный мастер Кувандыкской дистанции пути Южно-Уральской железной дороги, Оренбургская область                                                                                              | 04.08.1966      | транспорт          | Кувандыкский район             | [ ГС 5 ]   |
| 4   | Антюхов Александр Иванович                | 02.09.1915 — 07.12.1995 | Машинист локомотивного депо Оренбург Оренбургской железной дороги, Оренбургская область | 01.08.1959      | транспорт          | Оренбург                       | [ ГС 6 ]   |
| 5   | Астаев Павел Иванович                     | 1887—1971               | Звеньевой колхоза «По сталинскому пути» Курманаевского района Чкаловской области | 29.09.1954      | сельхоз            | Курманаевский район            | [ ГС 7 ]   |
| 6   | Афлятунова Фатыма Фардеевна               | 1921 — 30.08.2004       | Трактористка колхоза имени Ленина Абдулинского района Оренбургской области | 23.06.1966      | сельхоз            | Абдулинский район              | [ ГС 8 ]   |
| 7   | Балабанов Венедикт Дмитриевич             | 12.01.1908 — 1976       | Директор совхоза «Тобольский» Адамовского района Чкаловской области | 11.01.1957      | сельхоз            | *Николаевская область          | [ ГС 9 ]   |
| 8   | Бердбеков Камит Кажмуканович              | 15.12.1927 — 08.05.2011 | Скотник совхоза «Привольный» Илекского района Оренбургской области | 10.02.1975      | сельхоз            | *Западно-Казахстанская область | [ ГС 10 ]  |
| 9   | Бокастова Мария Алексеевна                | 29.09.1930 — 26.09.2019 | Обмотчица элементов электрических машин Медногорского электротехнического завода «Уралэлектромотор» Министерства электротехнической промышленности СССР, Оренбургская область                 | 10.03.1976      | машиностроение     | Саракташский район             | [ ГС 11 ]  |
| 10  | Боков Пётр Устинович                      | 15.03.1921 — 06.08.1984 | Председатель колхоза «Красный Октябрь» Илекского района Оренбургской области | 22.03.1966      | сельхоз            | Новосергиевский район          | [ ГС 12 ]  |
| 11  | Булат Нина Ивановна                       | 14.01.1924 — 08.08.2014 | Машинист крана доменного цеха Орско-Халиловского металлургического комбината Оренбургского совнархоза                                                                                         | 07.03.1960      | металлургия        | *Самарская область             | [ ГС 13 ]  |
| 12  | Бурма Иван Алексеевич                     | 20.01.1910 — 02.04.2002 | Председатель колхоза имени Мичурина Ак-Булакского района Чкаловской области | 11.01.1957      | сельхоз            | *Актюбинская область           | [ ГС 14 ]  |
| 13  | Бухал Владимир Дмитриевич                 | 1907 — ????             | Бригадир полеводческой бригады колхоза имени Халтурина Домбаровского района Чкаловской области                                                                                                | 03.04.1948      | сельхоз            | *Днепропетровская область      | [ ГС 15 ]  |
| 14  | Буцких Анна Николаевна                    | 26.11.1924 — 01.01.2024 | Доярка совхоза «Красный флаг» Бузулукского района Оренбургской области | 22.03.1966      | сельхоз            | *Ульяновская область           | [ ГС 16 ]  |
| 15  | Бучнева Александра Андреевна              | 1920 — 05.02.1998       | Доярка колхоза имени Кирова Октябрьского района Оренбургской области | 08.04.1971      | сельхоз            | Октябрьский район              | [ ГС 17 ]  |
| 16  | Бырдин Алексей Андреевич                  | 18.01.1925 — 18.08.2008 | Старший сварщик Орско-Халиловского металлургического комбината Министерства чёрной металлургии СССР, Оренбургская область                                                                     | 30.03.1971      | металлургия        | Кувандыкский район             | [ ГС 18 ]  |
| 17  | Варакин Иван Прокофьевич                  | 18.05.1913 — 31.05.1999 | Комбайнёр Большевистской МТС Ташлинского района Чкаловской области | 25.04.1951      | сельхоз            | Ташлинский район               | [ ГС 19 ]  |
| 18  | Веретин Алексей Андреевич                 | 16.04.1907 — 07.10.1958 | Комбайнёр Большевистской МТС Ташлинского района Оренбургской области | 30.12.1954      | сельхоз            | Бузулукский район              | [ ГС 20 ]  |
| 19  | Волошина Ольга Демидовна                  | 1908—1968               | Звеньевая колхоза «Ударник второй пятилетки» Чкаловского района Чкаловской области | 03.04.1948      | сельхоз            | *Днепропетровская область      | [ ГС 21 ]  |
| 20  | Вотяков Леонид Иванович                   | 18.02.1932 — 08.04.2018 | Бригадир забойщиков Гайского горно-обогатительного комбината имени Ленинского комсомола Министерства цветной металлургии СССР, Оренбургская область                                           | 30.03.1971      | металлургия        | *Кировская область             | [ ГС 22 ]  |
| 21  | Вышеславцев Юрий Фёдорович                | 01.04.1934 — 28.06.2020 | Начальник Всесоюзного промышленного объединения по добыче газа в Оренбургской области Министерства газовой промышленности СССР                                                                | 14.03.1979      | газпром            | *Тверская область              | [ ГС 23 ]  |
| 22  | Вьюгин Александр Михайлович               | 07.09.1930 — 16.08.1999 | Тракторист-машинист колхоза «Россия» Илекского района Оренбургской области | 12.04.1979      | сельхоз            | Илекский район                 | [ ГС 24 ]  |
| 23  | Гайдук Анна Семёновна                     | 1924 — 03.04.1986       | Свинарка совхоза имени Фурманова Бугурусланского района Оренбургской области | 08.04.1971      | сельхоз            | Асекеевский район              | [ ГС 25 ]  |
| 24  | Галигузова Александра Васильевна          | 07.05.1912 — 05.02.2005 | Бригадир тракторно-полеводческой бригады колхоза имени Сталина Тоцкого района Оренбургской области                                                                                            | 07.03.1960      | сельхоз            | Тоцкий район                   | [ ГС 26 ]  |
| 25  | Гальчанский Николай Игнатович             | 24.12.1914 — 12.11.1972 | Председатель колхоза «Октябрь» Буртинского района Чкаловской области | 11.01.1957      | сельхоз            | Акбулакский район              | [ ГС 27 ]  |
| 26  | Гамов Пётр Алексеевич                     | 1934 — 12.11.1998       | Бригадир слесарей-монтажников строительного управления «Промстрой-2» треста «Новотроицкметаллургстрой» Министерства строительства предприятий тяжёлой индустрии СССР, Оренбургская область    | 07.06.1979      | строительство      | Шарлыкский район               | [ ГС 28 ]  |
| 27  | Голованов Михаил Григорьевич              | 1901 — ????             | Директор совхоза «Комсомольский» Адамовского района Чкаловской области | 11.01.1957      | сельхоз            | *Волгоградская область         | [ ГС 29 ]  |
| 28  | Головченко Григорий Дмитриевич            | 1913 — 21.08.1985       | Комбайнёр МТС имени Петровского Ак-Булакского района Чкаловской области | 27.03.1954      | сельхоз            | Акбулакский район              | [ ГС 30 ]  |
| 29  | Губин Пётр Наумович                       | 1909 — ????             | Бригадир комплексной бригады стройуправления № 34 треста «Новотроицкметаллургстрой», Оренбургская область                                                                                     | 11.08.1966      | строительство      | *Тюменская область             | [ ГС 31 ]  |
| 30  | Гуськов Леонид Алексеевич                 | 23.03.1912 — 11.08.1995 | Директор завода № 47 Оренбургского совета народного хозяйства | 17.06.1961      | машиностроение     | *Москва                        | [ ГС 32 ]  |
| 31  | Давлетов Мукеш Куанышевич                 | 1910—1973               | Старший чабан совхоза имени Чкалова Асекеевского района Оренбургской области | 22.03.1966      | сельхоз            | *Западно-Казахстанская область | [ ГС 33 ]  |
| 32  | Давлятчина Мингиллям (Мингалям) Зайнеевна | 22.05.1922 — 05.09.1992 | Доярка племенного завода имени Коминтерна Грачёвского района Оренбургской области | 22.03.1966      | сельхоз            | Матвеевский район              | [ ГС 34 ]  |
| 33  | Давыдов Николай Иванович                  | 15.09.1930 — 18.03.1977 | Комбайнёр совхоза «Белогорский» Беляевского района Оренбургской области | 29.11.1968      | сельхоз            | *Ульяновская область           | [ ГС 35 ]  |
| 34  | Денисов Владимир Николаевич               | 21.03.1944 — 07.03.2020 | Бригадир токарей Оренбургского машиностроительного завода Министерства общего машиностроения СССР                                                                                             | 26.12.1984      | машиностроение     | Ташлинский район               | [ ГС 36 ]  |
| 35  | Дикарев Алексей Андреевич                 | 30.03.1928 — 17.03.1976 | Бригадир экспериментального хозяйства Оренбургского научно-исследовательского института молочно-мясного скотоводства                                                                          | 22.03.1966      | сельхоз            | Шарлыкский район               | [ ГС 37 ]  |
| 36  | Дубровина Мария Андреевна                 | 17.08.1924 — 08.09.2023 | Главный врач Грачёвского района Оренбургской области | 04.02.1969      | здравоохранение    | *Актюбинская область           | [ ГС 38 ]  |
| 37  | Дьяконов Пётр Александрович               | 31.01.1908 — 26.06.1963 | Комбайнёр Калинкинской МТС Александровского района Чкаловской области | 25.04.1951      | сельхоз            | Александровский район          | [ ГС 39 ]  |
| 38  | Епифанцев Николай Сергеевич               | 17.06.1929 — 27.02.1999 | Мастер Орско-Халиловского металлургического комбината Министерства чёрной металлургии СССР, гор. Новотроицк Оренбургской области                                                              | 22.03.1966      | металлургия        | Сорочинский район              | [ ГС 40 ]  |
| 39  | Ерёменко Константин Владимирович          | 1918—1993               | Директор Каиндинской МТС Адамовского района Чкаловской области | 11.01.1957      | сельхоз            | Адамовский район               | [ ГС 41 ]  |
| 40  | Железняк Григорий Карпович                | 04.03.1928 — 15.09.2011 | Директор совхоза «Майский» Адамовского района Оренбургской области | 08.04.1971      | сельхоз            | Адамовский район               | [ ГС 42 ]  |
| 41  | Жеренов Фёдор Николаевич                  | род. 19.01.1941         | Тракторист-машинист совхоза имени Цвиллинга Соль-Илецкого района Оренбургской области | 23.12.1976      | сельхоз            | *Мордовия                      | [ ГС 43 ]  |
| 42  | Жуков Александр Александрович             | 17.04.1938 — 14.05.2006 | Буровой мастер Бузулукской нефтеразведочной экспедиции глубокого бурения Министерства геологии РСФСР, Оренбургская область                                                                    | 02.01.1974      | геология           | Бузулукский район              | [ ГС 44 ]  |
| 43  | Жуков Михаил Федотович                    | 08.10.1928 — 11.06.2023 | Тракторист-машинист совхоза имени 50-летия СССР Адамовского района Оренбургской области | 13.03.1981      | сельхоз            | Адамовский район               | [ ГС 45 ]  |
| 44  | Жульев Александр Фёдорович                | 10.02.1919 — 07.02.2000 | Машинист экскаватора строительного управления «Спецстрой» № 3 треста «Оренбургспецстрой» Министерства строительства предприятий тяжёлой индустрии СССР, Оренбургская область                  | 05.04.1971      | строительство      | *Башкортостан                  | [ ГС 46 ]  |
| 45  | Жуматаев Шакир Бактыбаевич                | 15.05.1925 — 10.06.2018 | Расточник Южно-Уральского машиностроительного завода Министерства тяжёлого, энергетического и транспортного машиностроения СССР, гор. Орск Оренбургской области                               | 05.04.1971      | машиностроение     | Орск                           | [ ГС 47 ]  |
| 46  | Задойный Василий Григорьевич              | 08.01.1928 — 15.03.1997 | Комбайнёр совхоза «Аниховский» Адамовского района Оренбургской области | 19.04.1967      | сельхоз            | Адамовский район               | [ ГС 48 ]  |
| 47  | Задремайлов Иван Дмитриевич               | 18.08.1905 — 31.05.1998 | Директор совхоза «Восточный» Адамовского района Чкаловской области | 11.01.1957      | сельхоз            | *Ростовская область            | [ ГС 49 ]  |
| 48  | Зайцев Григорий Назарович                 | 19.08.1924 — 21.12.2009 | Бригадир колхоза «Красный Октябрь» Илекского района Оренбургской области | 29.11.1968      | сельхоз            | *Актюбинская область           | [ ГС 50 ]  |
| 49  | Зибарев Анатолий Гордеевич                | 11.08.1936 — 24.02.2018 | Старший оператор производственного объединения «Оренбурггаззавод» Всесоюзного промышленного объединения «Оренбурггазпром» Министерства газовой промышленности СССР, гор. Оренбург             | 21.02.1986      | газпром            | Новосергиевский район          | [ ГС 51 ]  |
| 50  | Зорин Иван Васильевич                     | 08.02.1906 — 07.09.1980 | Председатель колхоза «По сталинскому пути» Курманаевского района Чкаловской области | 11.01.1957      | сельхоз            | Курманаевский район            | [ ГС 52 ]  |
| 51  | Казанкин Пётр Тимофеевич                  | 25.12.1926 — 05.08.2019 | Первый секретарь Илекского райкома КПСС, Оренбургская область | 11.12.1973      | госуправление      | Сакмарский район               | [ ГС 53 ]  |
| 52  | Калмухамедов Айкеш Калмухамедович         | 05.02.1909 — 03.08.1985 | Бригадир тракторной бригады Ащебутакской МТС Домбаровского района Чкаловской области | 03.04.1948      | сельхоз            | Домбаровский район             | [ ГС 54 ]  |
| 53  | Канакина Галина Андреевна                 | 21.10.1938 — 16.02.2017 | Прессовщица-оператор Оренбургского завода силикатных стеновых материалов производственного объединения «Оренбургстройматериалы» Министерства промышленности строительных материалов РСФСР     | 12.05.1977      | промстройматериалы | *Тамбовская область            | [ ГС 55 ]  |
| 54  | Каратаев Владимир Петрович                | 1928—1994               | Бригадир колхоза «Дружба» Сакмарского района Оренбургской области | 11.12.1973      | сельхоз            | Сакмарский район               | [ ГС 56 ]  |
| 55  | Карпушкин Михаил Павлович                 | 1909—1994               | Тракторист совхоза «Уран» Новосергиевского района Оренбургской области | 23.06.1966      | сельхоз            | *Нижегородская область         | [ ГС 57 ]  |
| 56  | Кириёнок Николай Сергеевич                | 1931 — 13.08.1994       | Бригадир комплексной бригады управления «Промстрой» № 4 треста «Новотроицкметаллургстрой» Министерства строительства предприятий тяжёлой индустрии СССР, гор. Новотроицк Оренбургской области | 10.01.1974      | строительство      | *Витебская область             | [ ГС 58 ]  |
| 57  | Кислица Антонина Васильевна               | 18.11.1940 — 28.08.2022 | Доярка колхоза «Дружба» Бузулукского района Оренбургской области | 06.09.1973      | сельхоз            | Бузулукский район              | [ ГС 59 ]  |
| 58  | Клименко Илья Петрович                    | 28.07.1928 — 23.02.2016 | Бригадир совхоза «Кульминский» Кваркенского района Оренбургской области | 19.04.1967      | сельхоз            | Кваркенский район              | [ ГС 60 ]  |
| 59  | Коваленко Леонид Константинович           | 05.09.1933 — 22.03.2016 | Комбайнёр совхоза имени Ленина Беляевского района Оренбургской области | 08.04.1971      | сельхоз            | Беляевский район               | [ ГС 61 ]  |
| 60  | Кольцов Александр Николаевич              | 26.04.1930 — 20.06.2009 | Первый секретарь Первомайского райкома КПСС, Оренбургская область | 10.03.1980      | госуправление      | Новосергиевский район          | [ ГС 62 ]  |
| 61  | Комиссаров Павел Петрович                 | 1922 — 07.1976          | Бригадир комплексной бригады передвижной механизированной колонны № 39 управления «Оренбургоблсельстрой» Министерства сельского строительства РСФСР, гор. Бузулук Оренбургской области        | 07.05.1971      | строительство      | *Татарстан                     | [ ГС 63 ]  |
| 62  | Коновалов Александр Фёдорович             | 12.08.1912 — 25.04.1993 | Директор Сорочинского мелькомбината, Оренбургская область | 19.04.1967      | сельхоз            | *Самарская область             | [ ГС 64 ]  |
| 63  | Коренюк Алексей Евсеевич                  | 10.11.1924 — 23.05.2017 | Старший аппаратчик комбината «Южуралникель» Министерства цветной металлургии СССР, Оренбургская область                                                                                       | 30.03.1971      | металлургия        | Гайский район                  | [ ГС 65 ]  |
| 64  | Кособуцкий Владимир Николаевич            | 01.04.1936 — 05.07.1991 | Тракторист-машинист колхоза «Красный колос» Первомайского района Оренбургской области | 10.02.1975      | сельхоз            | *Гомельская область            | [ ГС 66 ]  |
| 65  | Кравец Константин Петрович                | 28.09.1928 — 01.07.2020 | Тракторист-машинист колхоза имени Жданова Саракташского района Оренбургской области | 29.11.1968      | сельхоз            | Саракташский район             | [ ГС 67 ]  |
| 66  | Кравченко Николай Михайлович              | 17.12.1926 — 04.08.2012 | Председатель колхоза имени Карла Маркса Ташлинского района Оренбургской области | 08.04.1971      | сельхоз            | Ташлинский район               | [ ГС 68 ]  |
| 67  | Крюков Василий Иванович                   | 12.02.1924 — 08.11.2005 | Начальник Новотроицкого строительно-монтажного управления треста «Стальмонтаж» Министерства монтажных и специальных строительных работ СССР, Оренбургская область                             | 04.02.1980      | строительство      | *Полтавская область            | [ ГС 69 ]  |
| 68  | Кузьмин Евгений Андреевич                 | 29.12.1913 — 13.01.1991 | Первый секретарь Оренбургского райкома КПСС, Оренбургская область | 29.11.1968      | госуправление      | *Пензенская область            | [ ГС 70 ]  |
| 69  | Купесов Кикбай Исеньязович                | род. 13.10.1926         | Бригадир колхоза имени 1 Мая Соль-Илецкого района Оренбургской области | 23.06.1966      | сельхоз            | *Актюбинская область           | [ ГС 71 ]  |
| 70  | Куценко Иван Фёдорович                    | 1941 — 09.08.1982       | Управляющий отделением совхоза «Сарай-Гирский» Матвеевского района Оренбургской области | 29.11.1968      | сельхоз            | Асекеевский район              | [ ГС 72 ]  |
| 71  | Кушмухаметов Гариф Зарифович              | 1901—1958               | Директор Ак-Булакской МТС Ак-Булакского района Чкаловской области | 11.01.1957      | сельхоз            | Переволоцкий район             | [ ГС 73 ]  |
| 72  | Лисов Иван Игнатьевич                     | 1923—1975               | Начальник Оренбургского управления буровых работ объединения «Оренбургнефть» Министерства нефтяной промышленности СССР, Оренбургская область                                                  | 30.03.1971      | нефтепром          | *Ульяновская область           | [ ГС 74 ]  |
| 73  | Лычагин Сергей Павлович                   | 1918 — 08.10.1985       | Комбайнёр совхоза «Восточный» Адамовского района Чкаловской области | 11.01.1957      | сельхоз            | *Пензенская область            | [ ГС 75 ]  |
| 74  | Львов Юрий Яковлевич                      | 04.05.1941 — 13.01.2004 | Бригадир электромонтажников Оренбургского монтажного управления треста «Южуралэлектромонтаж» Министерства монтажных и специальных строительных работ СССР                                     | 14.03.1979      | строительство      | Оренбург                       | [ ГС 76 ]  |
| 75  | Любченко Павел Алексеевич                 | 1895—1954               | Бригадир колхоза «Ударник второй пятилетки» Чкаловского района Чкаловской области | 03.04.1948      | сельхоз            | *Днепропетровская область      | [ ГС 77 ]  |
| 76  | Максимов Александр Васильевич             | 01.11.1929 — 19.01.2006 | Директор совхоза «Кульминский» Кваркенского района Оренбургской области | 29.11.1968      | сельхоз            | *Ульяновская область           | [ ГС 78 ]  |
| 77  | Максимов Иосиф Карпович                   | 03.01.1912 — 08.02.1995 | Составитель поездов станции Орск Оренбургской железной дороги, Оренбургская область | 01.08.1959      | транспорт          | *Волгоградская область         | [ ГС 79 ]  |
| 78  | Малый Николай Александрович               | 1914 — ????             | Комбайнёр Большевистской МТС Ташлинского района Чкаловской области | 14.05.1951      | сельхоз            | Илекский район                 | [ ГС 80 ]  |
| 79  | Мальцев Владимир Фёдорович                | 09.01.1935 — 21.07.2012 | Старший оператор Оренбургского газоперерабатывающего завода объединения «Оренбурггазпром» Министерства газовой промышленности СССР                                                            | 16.05.1980      | газпром            | Оренбург                       | [ ГС 81 ]  |
| 80  | Манин Евгений Николаевич                  | 10.03.1929 — 16.03.2016 | Комбайнёр совхоза «Уральский» Первомайского района Оренбургской области | 29.11.1968      | сельхоз            | *Западно-Казахстанская область | [ ГС 82 ]  |
| 81  | Матвиенко Иван Тихонович                  | 28.07.1913 — 07.01.1991 | Старший мастер Медногорского медно-серного комбината Оренбургского совнархоза | 09.06.1961      | металлургия        | *Актюбинская область           | [ ГС 83 ]  |
| 82  | Махнёва Раиса Ивановна                    | 10.09.1931 — 02.06.2022 | Ткачиха Оренбургского шёлкового комбината Министерства лёгкой промышленности РСФСР | 05.04.1971      | легпром            | Беляевский район               | [ ГС 84 ]  |
| 83  | Машина Надежда Ивановна                   | 1916—1971               | Бригадир колхоза «Память Ленина» Новосергиевского района Оренбургской области | 23.06.1966      | сельхоз            | *Мордовия                      | [ ГС 85 ]  |
| 84  | Мелихова Любовь Николаевна                | род. 07.04.1936         | Доярка колхоза имени Свердлова Тоцкого района Оренбургской области | 22.03.1966      | сельхоз            | Тоцкий район                   | [ ГС 86 ]  |
| 85  | Милицкий Сергей Григорьевич               | 25.09.1912 — 1963       | Бригадир тракторной бригады Аландской МТС Кваркенского района Чкаловской области | 11.01.1957      | сельхоз            | Кваркенский район              | [ ГС 87 ]  |
| 86  | Миндагазиев Иделгалей Тажмагамбетович     | 06.03.1937 — 06.10.1994 | Чабан совхоза «Буртинский» Беляевского района Оренбургской области | 22.03.1966      | сельхоз            | Абдулинский район              | [ ГС 88 ]  |
| 87  | Миронов Василий Васильевич                | род. 1929               | Тракторист-машинист совхоза имени Войкова Сорочинского района Оренбургской области | 11.12.1973      | сельхоз            | Сорочинский район              | [ ГС 89 ]  |
| 88  | Митрофанов Яков Тимофеевич                | 1911 — 25.05.1992       | Председатель колхоза «Красный путиловец» Кваркенского района Чкаловской области | 11.01.1957      | сельхоз            | Кваркенский район              | [ ГС 90 ]  |
| 89  | Михеев Виктор Ефимович                    | род. 1930               | Тракторист Зиянчуринской МТС Зиянчуринского района Чкаловской области | 11.01.1957      | сельхоз            | *Иркутская область             | [ ГС 91 ]  |
| 90  | Мороз Андрей Калинович                    | 1910 — 02.03.1992       | Комбайнёр Урало-Илекской МТС Илекского района Чкаловской области | 11.01.1957      | сельхоз            | *Запорожская область           | [ ГС 92 ]  |
| 91  | Морозова Раиса Кирилловна                 | 25.07.1938 — 19.03.2024 | Вязальщица фабрики оренбургских пуховых платков имени 60-летия Союза ССР Министерства местной промышленности РСФСР, гор. Оренбург                                                             | 04.08.1986      | легпром            | Оренбургский район             | [ ГС 93 ]  |
| 92  | Мохунов Георгий Александрович             | 26.04.1928 — 08.04.2023 | Первый секретарь Бузулукского горкома КПСС, Оренбургская область | 23.12.1976      | госуправление      | Сорочинский район              | [ ГС 94 ]  |
| 93  | Мундагалиев Жангалей                      | 1909—1978               | Скотник колхоза имени Сталина Ташлинского района Чкаловской области | 26.08.1953      | сельхоз            | *Актюбинская область           | [ ГС 95 ]  |
| 94  | Мурсалимов Фатрахман Хабибрахманович      | 26.08.1928 — 17.10.1995 | Шофёр автоколонны Оренбургского управления автомобильного транспорта Министерства автомобильного транспорта и шоссейных дорог РСФСР                                                           | 05.10.1966      | транспорт          | Саракташский район             | [ ГС 96 ]  |
| 95  | Муханов Амангали Давилович                | род. 1926               | Старший чабан совхоза «Октябрьский» Октябрьского района Оренбургской области | 22.03.1966      | сельхоз            | *Западно-Казахстанская область | [ ГС 97 ]  |
| 96  | Натальин Михаил Иванович                  | 1912 — 30.09.1976       | Бригадир комплексной бригады плотников треста «Южуралтяжстрой» Оренбургского совнархоза | 09.08.1958      | строительство      | Северный район                 | [ ГС 98 ]  |
| 97  | Незнаев Виктор Иванович                   | 1935 — 08.06.1998       | Тракторист-машинист колхоза «Память Ленина» Новосергиевского района Оренбургской области | 11.12.1973      | сельхоз            | Новосергиевский район          | [ ГС 99 ]  |
| 98  | Нектов Прокофий Васильевич                | 23.02.1912 — 16.05.1987 | Комбайнёр Белозерской МТС Белозерского района Чкаловской области | 10.10.1953      | сельхоз            | Шарлыкский район               | [ ГС 100 ] |
| 99  | Нетесанов Василий Иванович                | 20.04.1910 — 03.12.1972 | Старший оператор Орского нефтеперерабатывающего завода имени Чкалова Оренбургского совнархоза                                                                                                 | 19.03.1959      | нефтехимпром       | Матвеевский район              | [ ГС 101 ] |
| 100 | Никитин Роман Фадеевич                    | 1890 — ????             | Звеньевой колхоза «Память Ильича» Ново-Орского района Чкаловской области | 03.04.1948      | сельхоз            | Оренбургская область           | [ ГС 102 ] |
| 101 | Николаев Пётр Фёдорович                   | 25.07.1930 — 28.08.2019 | Управляющий трестом «Новотроицкметаллургстрой» Министерства строительства предприятий тяжёлой индустрии СССР, Оренбургская область                                                            | 10.01.1974      | строительство      | *Николаевская область          | [ ГС 103 ] |
| 102 | Никольченко Александр Иванович            | 1909—1954               | Председатель колхоза имени Халтурина Домбаровского района Чкаловской области | 03.04.1948      | сельхоз            | Домбаровский район             | [ ГС 104 ] |
| 103 | Никулин Фёдор Яковлевич                   | 08.02.1927 — 07.01.2011 | Токарь-расточник Оренбургского машиностроительного завода Министерства общего машиностроения СССР                                                                                             | 26.04.1971      | машиностроение     | Шарлыкский район               | [ ГС 105 ] |
| 104 | Нурумов Галимжан Нурумович                | 06.06.1913 — 31.01.2006 | Старший чабан совхоза «Губерлинский» Гайского района Оренбургской области | 22.03.1966      | сельхоз            | Гайский район                  | [ ГС 106 ] |
| 105 | Овчинников Василий Сергеевич              | 05.03.1920 — 1983       | Старший печевой обжигово-восстановительного цеха комбината «Южуралникель» Оренбургского совнархоза                                                                                            | 09.06.1961      | металлургия        | *Пензенская область            | [ ГС 107 ] |
| 106 | Осокина Антонина Павловна                 | 20.05.1926 — 25.02.2015 | Первый секретарь Сорочинского райкома КПСС, Оренбургская область | 23.12.1976      | госуправление      | Грачёвский район               | [ ГС 108 ] |
| 107 | Павлов Борис Григорьевич                  | 24.12.1927 — 20.12.2001 | Фрезеровщик Южно-Уральского машиностроительного завода Министерства тяжёлого, транспортного и энергетического машиностроения СССР, гор. Орск Оренбургской области                             | 09.07.1966      | машиностроение     | Орск                           | [ ГС 109 ] |
| 108 | Павлуткин Иван Васильевич                 | 19.05.1930 — 13.01.1994 | Бригадир колхоза имени 11-й кавдивизии Оренбургского района Оренбургской области | 23.06.1966      | сельхоз            | Оренбургский район             | [ ГС 110 ] |
| 109 | Пенькова Тамара Ильинична                 | род. 04.01.1940         | Доярка колхоза имени Ильича Бузулукского района Оренбургской области | 13.03.1981      | сельхоз            | Бузулукский район              | [ ГС 111 ] |
| 110 | Петрукович Анастасия Тимофеевна           | 1925—1986               | Управляющая отделением совхоза имени Магнитостроя Ташлинского района Оренбургской области | 23.06.1966      | сельхоз            | Сорочинский район              | [ ГС 112 ] |
| 111 | Плохова Клавдия Степановна                | 24.07.1924 — 15.07.2007 | Трактористка совхоза «Кутузовский» Шарлыкского района Оренбургской области | 08.04.1971      | сельхоз            | Шарлыкский район               | [ ГС 113 ] |
| 112 | Попов Владимир Григорьевич                | 19.06.1925 — 01.08.2002 | Начальник смены Оренбургского машиностроительного завода Министерства общего машиностроения СССР                                                                                              | 26.07.1966      | машиностроение     | Оренбург                       | [ ГС 114 ] |
| 113 | Радаев Николай Егорович                   | 05.02.1934 — 09.10.2020 | Тракторист Колтубановского лесхоза управления лесного хозяйства «Бузулукский бор» Государственного комитета лесного хозяйства Совета Министров СССР, Оренбургская область                     | 06.09.1966      | лесхоз             | *Самарская область             | [ ГС 115 ] |
| 114 | Рахмангулов Закей Салаватович             | 05.06.1923 — 28.07.2009 | Старший горновой Медногорского медносерного комбината Министерства цветной металлургии СССР, Оренбургская область                                                                             | 20.05.1966      | металлургия        | Кувандыкский район             | [ ГС 116 ] |
| 115 | Рогов Евгений Евдокимович                 | 21.03.1921 — 28.10.1988 | Председатель исполкома Адамовского районного Совета депутатов трудящихся Чкаловской области                                                                                                   | 11.01.1957      | госуправление      | Оренбург                       | [ ГС 117 ] |
| 116 | Родина Тамара Фёдоровна                   | 08.12.1927 — 25.10.2011 | Учительница Кумакской средней школы, Адамовский район Оренбургской области | 27.06.1978      | образование        | *Волгоградская область         | [ ГС 118 ] |
| 117 | Ротин Григорий Михайлович                 | 09.11.1918 — 10.02.1980 | Начальник участка дробильно-агломерационного цеха № 1 комбината «Южуралникель» Министерства цветной металлургии СССР, гор. Орск Оренбургской области                                          | 20.05.1966      | металлургия        | Оренбургский район             | [ ГС 119 ] |
| 118 | Рыбаков Николай Ефремович                 | 1918 — 10.09.1984       | Машинист экскаватора строительного управления механизированных работ № 5 Куйбышевгидростроя Министерства энергетики и электрификации СССР, Оренбургская область                               | 11.12.1974      | энергетика         | *Пензенская область            | [ ГС 120 ] |
| 119 | Рябушкина Евгения Николаевна              | 03.07.1931 — 10.10.2015 | Доярка совхоза «Дружба» Оренбургского района Оренбургской области | 22.03.1966      | сельхоз            | Октябрьский район              | [ ГС 121 ] |
| 120 | Сабкалова Таисия Васильевна               | 06.01.1928 — 21.10.2009 | Бригадир зерносовхоза имени А. Матросова Новосергиевского района Оренбургской области | 10.03.1976      | сельхоз            | Новосергиевский район          | [ ГС 122 ] |
| 121 | Сакадин Алексей Никитович                 | 08.02.1928 — 13.12.1975 | Буровой мастер конторы бурения № 1 треста «Бузулукбурнефть» объединения «Оренбургнефть» Министерства нефтедобывающей промышленности СССР, Оренбургская область                                | 23.05.1966      | нефтепром          | Матвеевский район              | [ ГС 123 ] |
| 122 | Самотаев Пётр Филиппович                  | 06.08.1941 — 16.05.2014 | Тракторист-машинист колхоза «Рассвет» Тюльганского района Оренбургской области | 29.08.1986      | сельхоз            | Тюльганский район              | [ ГС 124 ] |
| 123 | Сапрыкин Иван Дмитриевич                  | 1928 — ????             | Тракторист совхоза имени 2-й пятилетки Сорочинского района Оренбургской области | 23.06.1966      | сельхоз            | Красногвардейский район        | [ ГС 125 ] |
| 124 | Синельников Василий Григорьевич           | 1911 — 02.09.1996       | Комбайнёр Кинделинской МТС Мустаевского района Чкаловской области | 14.05.1951      | сельхоз            | Ташлинский район               | [ ГС 126 ] |
| 125 | Синицин Александр Иванович                | 13.09.1930 — 21.02.2001 | Тракторист совхоза имени Дзержинского Александровского района Оренбургской области | 08.04.1971      | сельхоз            | Александровский район          | [ ГС 127 ] |
| 126 | Спиридонова Анастасия Родионовна          | 02.11.1925 — 02.12.2007 | Птичница совхоза «Родина» Сорочинского района Оренбургской области | 22.03.1966      | сельхоз            | Сорочинский район              | [ ГС 128 ] |
| 127 | Старкин Григорий Сергеевич                | 07.04.1930 — 02.01.2021 | Тракторист-машинист совхоза «Дубовской» Саракташского района Оренбургской области | 10.03.1980      | сельхоз            | *Мордовия                      | [ ГС 129 ] |
| 128 | Степанов Пётр Степанович                  | 12.01.1920 — 29.10.2001 | Машинист крана управления строительства Ириклинской ГРЭС треста «Южуралэнергострой» Министерства энергетики и электрификации СССР, Оренбургская область                                       | 20.04.1971      | энергетика         | *Татарстан                     | [ ГС 130 ] |
| 129 | Талдыкин Григорий Игнатьевич              | 1901—1986               | Звеньевой колхоза «Красная Звезда» Ново-Сергиевского района Чкаловской области | 07.09.1953      | сельхоз            | Бузулукский район              | [ ГС 131 ] |
| 130 | Тараков Дмитрий Архипович                 | 17.04.1932 — 22.05.2013 | Директор Оренбургского машиностроительного завода Министерства общего машиностроения СССР | 03.01.1983      | машиностроение     | *Владимирская область          | [ ГС 132 ] |
| 131 | Теляковский Вениамин Александрович        | 1904—1969               | Первый секретарь Адамовского райкома КПСС, Чкаловская область | 11.01.1957      | госуправление      | *Ярославская область           | [ ГС 133 ] |
| 132 | Тертичный Сергей Степанович               | 1910 — 05.04.1995       | Комбайнёр Кинделинской МТС Мустаевского района Чкаловской области | 11.01.1957      | сельхоз            | Акбулакский район              | [ ГС 134 ] |
| 133 | Тесля Павел Иванович                      | 05.11.1914 — 12.01.1983 | Директор совхоза «Буртинский» Беляевского района Оренбургской области | 22.03.1966      | сельхоз            | Акбулакский район              | [ ГС 135 ] |
| 134 | Тихонов Анатолий Дмитриевич               | 1928 — 20.06.1985       | Председатель колхоза имени Карла Маркса Бузулукского района Оренбургской области | 29.11.1968      | сельхоз            | Бузулукский район              | [ ГС 136 ] |
| 135 | Толкачёв Фёдор Иванович                   | 15.06.1905 — 27.04.1970 | Старший мастер доменного цеха Орско-Халиловского металлургического комбината Оренбургского совнархоза                                                                                         | 19.07.1958      | металлургия        | *Саратовская область           | [ ГС 137 ] |
| 136 | Туркин Алексей Фёдорович                  | 11.10.1914 — 09.01.1978 | Начальник цеха Орского нефтеперерабатывающего завода имени В. П. Чкалова Министерства нефтеперерабатывающей и нефтехимической промышленности СССР, Оренбургская область                       | 20.04.1971      | нефтехимпром       | *Самарская область             | [ ГС 138 ] |
| 137 | Филярчук Семён Евдокимович                | 14.09.1910 — 10.08.1991 | Директор Гайского горно-обогатительного комбината имени Ленинского комсомола Министерства цветной металлургии СССР, Оренбургская область                                                      | 30.03.1971      | металлургия        | *Волынская область             | [ ГС 139 ] |
| 138 | Хисамутдинов Усман Камалеевич             | 06.11.1917 — 05.12.1985 | Председатель колхоза имени Кирова Илекского района Оренбургской области | 22.03.1966      | сельхоз            | *Западно-Казахстанская область | [ ГС 140 ] |
| 139 | Чаплыгин Дмитрий Харитонович              | 23.10.1918 — 24.11.1999 | Командир 13-й ракетной Ясненской дивизии 31-й ракетной армии Ракетных войск стратегического назначения СССР, генерал-майор, Оренбургская область                                              | 29.08.1969      | оборона            | *Киргизия                      | [ ГС 141 ] |
| 140 | Черкашин Иван Андреевич                   | 27.05.1912 — 09.04.1978 | Бригадир колхоза имени Свердлова Курманаевского района Оренбургской области | 23.06.1966      | сельхоз            | Курманаевский район            | [ ГС 142 ] |
| 141 | Чернев Пётр Дмитриевич                    | 09.10.1924 — 11.03.2000 | Бригадир колхоза имени Куйбышева Оренбургского района Оренбургской области | 23.06.1966      | сельхоз            | Оренбургский район             | [ ГС 143 ] |
| 142 | Черникова Пелагея Васильевна              | 07.10.1910 — ????       | Звеньевая колхоза «Большевик» Курманаевского района Чкаловской области | 03.04.1948      | сельхоз            | Курманаевский район            | [ ГС 144 ] |
| 143 | Чикризов Андрей Иванович                  | 1923 — ????             | Комбайнёр совхоза «Саринский» Кувандыкского района Оренбургской области | 08.04.1971      | сельхоз            | Кувандыкский район             | [ ГС 145 ] |
| 144 | Шаров Пётр Матвеевич                      | 21.12.1912 — 14.05.1990 | Бригадир слесарей-монтажников строительно-монтажного управления № 3 сварочно-монтажного треста Министерства газовой промышленности СССР, гор. Оренбург                                        | 01.07.1966      | газпром            | *Ульяновская область           | [ ГС 146 ] |
| 145 | Швидкий Алексей Порфирьевич               | 25.08.1925 — 08.11.2013 | Машинист экскаватора Киембаевского асбестового горно-обогатительного комбината Министерства промышленности строительных материалов СССР, Оренбургская область                                 | 04.02.1980      | промстройматериалы | *Харьковская область           | [ ГС 147 ] |
| 146 | Шелкоусов Иван Никитович                  | 15.09.1924 — 22.06.2018 | Комбайнёр МТС имени Петровского Ак-Булакского района Чкаловской области | 11.01.1957      | сельхоз            | Акбулакский район              | [ ГС 148 ] |
| 147 | Шинкарёв Василий Степанович               | 02.03.1925 — 01.11.1985 | Председатель колхоза имени Кирова Оренбургского района Оренбургской области | 23.12.1976      | сельхоз            | Оренбургский район             | [ ГС 149 ] |
| 148 | Ширяев Иван Никифорович                   | 03.03.1912 — 01.02.2001 | Председатель колхоза имени Кирова Октябрьского района Оренбургской области | 22.03.1966      | сельхоз            | Октябрьский район              | [ ГС 150 ] |
| 149 | Шукшин Георгий Павлович                   | 1902—1965               | Директор Соболевской МТС Тепловского района Чкаловской области | 11.01.1957      | сельхоз            | *Самарская область             | [ ГС 151 ] |
| 150 | Юдин Александр Михайлович                 | 22.03.1931 — 17.04.2009 | Тракторист совхоза «Чебеньковский» Оренбургского района Оренбургской области | 08.04.1971      | сельхоз            | Оренбургский район             | [ ГС 152 ] |
| 151 | Ясакова Екатерина Андреевна               | 04.12.1927 — 22.06.2022 | Телятница совхоза «Берёзовский» Шарлыкского района Оренбургской области | 22.03.1966      | сельхоз            | Шарлыкский район               | [ ГС 153 ] |

## Уроженцы Оренбургской области, удостоенные звания Героя Социалистического Труда в других регионах СССР
| №  | Фамилия, имя, отчество           | Даты жизни              | Деятельность | Дата присвоения | Отрасль         | Место рождения          | ГС        |
| -- | -------------------------------- | ----------------------- | --- | --------------- | --------------- | ----------------------- | --------- |
| 1  | Агибалов Василий Осипович        | 21.04.1914 — 09.10.1999 | Управляющий отделением зернового совхоза «Гигант» Министерства совхозов СССР, Сальский район Ростовской области                                                                                             | 03.04.1948      | сельхоз         | Асекеевский район       | [ ГС 1 ]  |
| 2  | Антипов Сергей Иванович          | 13.03.1942 — 26.05.2014 | Вальцовщик Днепропетровского металлургического завода имени Г. И. Петровского Министерства чёрной металлургии Украинской ССР                                                                                | 24.08.1987      | металлургия     | Тоцкий район            | [ ГС 2 ]  |
| 3  | Арстынбаев Лаик Мухтарович       | 21.05.1931 — 16.02.1994 | Старший чабан совхоза «Путь Октября» Кизильского района Челябинской области | 22.03.1966      | сельхоз         | Адамовский район        | [ ГС 3 ]  |
| 4  | Банников Иван Степанович         | 23.03.1914 — 10.02.1975 | Бригадир тракторной бригады 2-й Сталинабадской МТС Сталинабадской области | 01.03.1948      | сельхоз         | Матвеевский район       | [ ГС 4 ]  |
| 5  | Батанов Николай Яковлевич        | 16.09.1916 — 13.03.1983 | Первый секретарь Хайбуллинского райкома КПСС, Башкирская АССР | 11.01.1957      | госуправление   | Асекеевский район       | [ ГС 5 ]  |
| 6  | Безруков Николай Иванович        | 1914 — ????             | Бригадир тракторной бригады Каскеленской МТС Алма-Атинской области | 11.01.1957      | сельхоз         | Курманаевский район     | [ ГС 6 ]  |
| 7  | Берг Аксель Иванович             | 10.11.1893 — 09.07.1979 | Академик Академии наук СССР, инженер-адмирал, гор. Москва | 10.11.1963      | наука           | Оренбург                | [ ГС 7 ]  |
| 8  | Бобров Пётр Михайлович           | 30.06.1920 — 30.10.1987 | Первый секретарь Нестеровского райкома КПСС, Калининградская область | 08.04.1971      | госуправление   | Северный район          | [ ГС 8 ]  |
| 9  | Бобылёв Николай Васильевич       | 15.02.1931 — 19.07.1994 | Звеньевой колхоза имени Кирова Кореновского района Краснодарского края | 10.03.1976      | сельхоз         | Сакмарский район        | [ ГС 9 ]  |
| 10 | Бондарев Юрий Васильевич         | 15.03.1924 — 29.03.2020 | Первый заместитель председателя правления Союза писателей РСФСР, гор. Москва | 14.03.1984      | культура        | Орск                    | [ ГС 10 ] |
| 11 | Борисов Николай Владимирович     | 19.12.1897 — 22.02.1989 | Начальник Управления военно-восстановительных работ № 20 Северо-Кавказского фронта | 05.11.1943      | транспорт       | Курманаевский район     | [ ГС 11 ] |
| 12 | Герасимов Егор Иванович          | 02.05.1906 — ????       | Бригадир тракторной бригады Ударной МТС Осакаровского района Карагандинской области | 19.03.1947      | сельхоз         | Курманаевский район     | [ ГС 12 ] |
| 13 | Гераскина Полина Давидовна       | 14.06.1926 — 13.03.2000 | Агроном отделения № 2 совхоза «Заря» Белёвского района Тульской области | 08.04.1971      | сельхоз         | Октябрьский район       | [ ГС 13 ] |
| 14 | Голощапов Николай Петрович       | 13.01.1931 — 19.08.2014 | Бригадир колхоза имени Мичурина Талгарского района Алма-Атинской области | 23.04.1991      | сельхоз         | Красногвардейский район | [ ГС 14 ] |
| 15 | Горбачёв Николай Иванович        | род. 21.06.1929         | Сварщик сборочного цеха Красноярского машиностроительного завода имени В. И. Ленина Министерства общего машиностроения СССР                                                                                 | 08.06.1978      | машиностроение  | Октябрьский район       | [ ГС 15 ] |
| 16 | Гражданкин Иван Евдокимович      | 23.04.1910 — 06.10.1976 | Комбайнёр зерносовхоза «Петуховский» Министерства совхозов СССР, Петуховский район Курганской области | 30.05.1952      | сельхоз         | Курманаевский район     | [ ГС 16 ] |
| 17 | Граур Иван Филиппович            | 01.01.1928 — 06.08.2014 | Начальник Всесоюзного промышленного объединения горнорудных предприятий (Союзруда) Министерства чёрной металлургии СССР, гор. Москва                                                                        | 29.04.1986      | металлургия     | Адамовский район        | [ ГС 17 ] |
| 18 | Грачёв Александр Петрович        | 09.06.1928 — 31.08.2018 | Машинист горных выемочных машин шахты имени В. И. Ленина Южнокузбасского производственного объединения по добыче угля Министерства угольной промышленности СССР, Кемеровская область                        | 05.03.1976      | углепром        | Матвеевский район       | [ ГС 18 ] |
| 19 | Грязев Пётр Иванович             | 26.08.1925 — 14.11.1999 | Вальцовщик Никопольского южнотрубного завода Министерства чёрной металлургии Украинской ССР, Днепропетровская область                                                                                       | 22.03.1966      | металлургия     | Новосергиевский район   | [ ГС 19 ] |
| 20 | Гусаров Владимир Николаевич      | 15.04.1911 — 30.01.1998 | Директор Челябинского завода ферросплавов Челябинского совнархоза | 19.07.1958      | металлургия     | Курманаевский район     | [ ГС 20 ] |
| 21 | Даниленко Михаил Васильевич      | 10.08.1918 — 17.11.2002 | Ректор Львовского государственного медицинского института, член-корреспондент Академии медицинских наук СССР                                                                                                | 09.08.1978      | наука           | Гайский район           | [ ГС 21 ] |
| 22 | Добрынин Алексей Иванович        | 13.02.1930 — 09.04.2023 | Машинист экскаватора угольного карьера № 1—2 треста «Коркинуголь» комбината «Челябинскуголь» Министерства угольной промышленности СССР, Челябинская область                                                 | 29.06.1966      | углепром        | Бузулукский район       | [ ГС 22 ] |
| 23 | Дронов Владимир Алексеевич       | 21.01.1921 — 23.01.1992 | Командир корабля Ил-18 Узбекского управления гражданской авиации Министерства гражданской авиации СССР, гор. Ташкент                                                                                        | 09.02.1973      | транспорт       | Орск                    | [ ГС 23 ] |
| 24 | Ерыкалова Юлия Николаевна        | 25.06.1919 — 24.06.2011 | Начальник отделения больницы станции Нижнеудинск Восточно-Сибирской железной дороги, Иркутская область | 04.02.1969      | здравоохранение | Бугуруслан              | [ ГС 24 ] |
| 25 | Жиберин Иван Васильевич          | 1890 — ????             | Старший агроном семеноводческого совхоза «Таза-Урук» Министерства совхозов СССР, Самаркандская область | 26.04.1948      | сельхоз         |                         |           |
| 26 | Зарубина Раиса Михайловна        | 29.10.1942 — 04.04.2019 | Сборщица производственного объединения «Завод имени Масленникова» Министерства машиностроения СССР, гор. Куйбышев                                                                                           | 08.12.1986      | оборонпром      | Бузулук                 | [ ГС 25 ] |
| 27 | Зенин Владимир Яковлевич         | 22.10.1928 — 02.07.1982 | Бригадир горнопроходческой бригады Степной экспедиции Министерства геологии СССР, Володарский район Кокчетавской области                                                                                    | 20.04.1971      | геология        | Тюльганский район       | [ ГС 26 ] |
| 28 | Казаева Анастасия Ивановна       | 17.12.1917 — 16.07.2005 | Бригадир совхоза «Уковский» Нижнеудинского района Иркутской области | 22.03.1966      | сельхоз         | Грачёвский район        | [ ГС 27 ] |
| 29 | Казаков Николай Иванович         | род. 30.01.1943         | Слесарь механосборочных работ завода «Прогресс» имени Маршала Советского Союза Д. Ф. Устинова Министерства общего машиностроения СССР, гор. Куйбышев                                                        | 30.12.1990      | машиностроение  | Асекеевский район       | [ ГС 28 ] |
| 30 | Калмыков Михаил Фёдорович        | 1927 — ????             | Машинист экскаватора специализированного управления механизации управления строительства «Укргазстрой» Министерства газовой промышленности СССР, Киевская область                                           | 01.07.1966      | газпром         |                         |           |
| 31 | Кандышев Михаил Ефимович         | 1909 — ????             | Звеньевой колхоза «Новый путь» Меркенского района Джамбулской области | 28.03.1948      | сельхоз         | Курманаевский район     | [ ГС 29 ] |
| 32 | Карев Николай Михайлович         | 1927 — ????             | Бригадир комплексной проходческой бригады шахтопроходческого управления № 4 треста «Донецкшахтопроходка» комбината «Донецкшахтострой» Министерства строительства Украинской ССР, гор. Донецк                | 18.03.1965      | строительство   |                         | [ ГС 30 ] |
| 33 | Кириенко Фёдор Яковлевич         | 17.09.1905 — 25.11.1961 | Директор овцеводческого совхоза «Меркенский» Министерства совхозов СССР, Меркенский район Джамбулской области                                                                                               | 03.05.1948      | сельхоз         |                         |           |
| 34 | Крикотин Степан Павлович         | 27.12.1910 — 09.04.1985 | Буровой мастер Хайдарканской геологоразведочной партии Управления геологии и охраны недр при Совете Министров Киргизской ССР                                                                                | 29.04.1963      | геология        | Кувандыкский район      | [ ГС 31 ] |
| 35 | Крылов Александр Григорьевич     | род. 08.10.1928         | Настройщик автоматов Ленинградского электромеханического завода «ЛЭМЗ» Министерства приборостроения, средств автоматизации и систем управления СССР                                                         | 20.04.1971      | приборостроение | Оренбург                | [ ГС 32 ] |
| 36 | Лаврова Вера Васильевна          | 05.10.1915 — 18.04.2000 | Главный врач сельской участковой больницы Новомалыклинского района Ульяновской области | 04.02.1969      | здравоохранение | Бузулук                 | [ ГС 33 ] |
| 37 | Лапшин Сергей Фёдорович          | 20.03.1929 — 10.10.2003 | Буровой мастер Уральской нефтегазоразведочной экспедиции производственного геологического объединения «Уральскнефтегазгеология» Министерства геологии СССР, Уральская область                               | 19.04.1990      | геология        |                         |           |
| 38 | Лапшова Мария Петровна           | 17.07.1909 — 1968       | Начальник сталеплавильной лаборатории завода «Красный Октябрь» Сталинградского совнархоза | 07.03.1960      | металлургия     | Грачёвский район        | [ ГС 34 ] |
| 39 | Лихолетов Георгий Антонович      | 04.04.1915 — ????       | Бригадир колхоза «Новая жизнь» Иссык-Кульского района Иссык-Кульской области | 08.04.1971      | сельхоз         | Илекский район          | [ ГС 35 ] |
| 40 | Маленков Георгий Максимилианович | 06.12.1901 — 14.01.1988 | Член Государственного комитета обороны, секретарь ЦК ВКП(б), кандидат в члены Политбюро ЦК ВКП(б), генерал-лейтенант, гор. Москва                                                                           | 30.09.1943      | госуправление   | Оренбург                | [ ГС 36 ] |
| 41 | Маркелов Владимир Анатольевич    | род. 03.06.1947         | Бригадир слесарей Волжского автомобильного завода имени 50-летия СССР производственного объединения (АвтоВАЗ) Министерства автомобильного и сельскохозяйственного машиностроения СССР, Куйбышевская область | 30.04.1991      | машиностроение  | Бузулукский район       | [ ГС 37 ] |
| 42 | Марковский Иван Васильевич       | 04.10.1926 — 02.08.2004 | Председатель колхоза имени Мичурина Красноармейского района Краснодарского края | 08.04.1971      | сельхоз         | Гайский район           | [ ГС 38 ] |
| 43 | Марчук Гурий Иванович            | 08.06.1925 — 24.03.2013 | Заместитель председателя Президиума Сибирского отделения Академии наук СССР, директор Вычислительного центра СО АН СССР, академик АН СССР, гор. Новосибирск                                                 | 01.08.1975      | наука           | Грачёвский район        | [ ГС 39 ] |
| 44 | Мелихов Василий Михайлович       | 13.07.1914 — 07.07.1990 | Бригадир слесарей-монтажников Уфимского строительно-монтажного управления № 1 треста «Востокнефтезаводмонтаж» Министерства монтажных и специальных строительных работ СССР, Башкирская АССР                 | 26.07.1966      | строительство   | Пономарёвский район     | [ ГС 40 ] |
| 45 | Назаров Степан Николаевич        | 18.10.1910 — 30.12.1995 | Забойщик шахты № 7/8 комбината «Челябинскуголь» Министерства угольной промышленности восточных районов СССР, Челябинская область                                                                            | 28.08.1948      | углепром        | Абдулинский район       | [ ГС 41 ] |
| 46 | Натока Михаил Андреевич          | род. 24.05.1930         | Бригадир колхоза «Победа» Динского района Краснодарского края | 30.04.1966      | сельхоз         |                         | [ ГС 42 ] |
| 47 | Негода Василий Кириллович        | 07.04.1912 — ????       | Старший механик Меркенского свеклосовхоза Министерства пищевой промышленности СССР, Меркенский район Джамбулской области                                                                                    | 08.05.1948      | сельхоз         | Акбулакский район       |           |
| 48 | Никулин Дмитрий Васильевич       | 1905 — ????             | Бригадир тракторной бригады Кузьмино-Гребельской МТС Киевской области | 06.05.1948      | сельхоз         |                         |           |
| 49 | Новиков Андрей Лаврентьевич      | 09.07.1926 — 05.10.2017 | Бригадир комплексной бригады опытного завода строительных материалов и конструкций Министерства энергетики и электрификации СССР, Куйбышевская область                                                      | 29.12.1973      | энергетика      | Соль-Илецкий район      | [ ГС 43 ] |
| 50 | Петров Иван Иванович             | 1924—1973               | Тракторист совхоза имени XXI партсъезда Осакаровского района Карагандинской области | 19.04.1967      | сельхоз         | Курманаевский район     | [ ГС 44 ] |
| 51 | Плюхин Константин Константинович | 14.09.1915 — 28.03.1989 | Токарь Московского машиностроительного завода «Знамя труда» Министерства авиационной промышленности СССР | 22.07.1966      | машиностроение  | Абдулинский район       | [ ГС 45 ] |
| 52 | Пономаренко Иван Потапович       | 1906 — ????             | Директор Мартукской МТС Актюбинской области | 11.01.1957      | сельхоз         | Медногорск              | [ ГС 46 ] |
| 53 | Престенский Пётр Захарович       | 09.1904 — 1987          | Начальник Управления инженерных работ № 57 Министерства обороны СССР, генерал-майор инженерно-технической службы, Плесецк Архангельской области                                                             | 29.08.1969      | оборона         | Саракташский район      | [ ГС 47 ] |
| 54 | Ребров Николай Андреевич         | род. 10.01.1937         | Начальник цеха авиационно-технической базы Саратовского объединённого авиационного отряда Приволжского управления гражданской авиации Министерства гражданской авиации СССР, гор. Саратов                   | 09.02.1973      | транспорт       | Пономарёвский район     | [ ГС 48 ] |
| 55 | Рогожинский Фёдор Фёдорович      | 1909—1971               | Начальник партии структурно-поискового бурения геологоразведочной конторы треста «Куйбышевнефтеразведка» Куйбышевского совнархоза                                                                           | 19.03.1959      | геология        |                         | [ ГС 49 ] |
| 56 | Саблин Алексей Григорьевич       | 20.09.1927 — 31.08.1998 | Токарь Одесского завода прессов Министерства станкостроительной и инструментальной промышленности СССР | 05.04.1971      | приборостроение |                         | [ ГС 50 ] |
| 57 | Савельев Павел Фёдорович         | 04.07.1932 — 19.02.2001 | Мастер по добыче нефти нефтепромыслового управления «Алькеевнефть» объединения «Татнефть» Министерства нефтедобывающей промышленности СССР, Татарская АССР                                                  | 23.05.1966      | нефтепром       |                         | [ ГС 51 ] |
| 58 | Самсонов Александр Максимович    | род. 17.02.1935         | Бригадир комплексной бригады строительного управления № 1 треста «Башнефтепромстрой» Министерства газовой промышленности СССР, Башкирская АССР                                                              | 01.07.1966      | газпром         | Троицкий район          | [ ГС 52 ] |
| 59 | Селезнёв Игорь Сергеевич         | 23.09.1931 — 19.02.2017 | Главный конструктор машиностроительного конструкторского бюро «Радуга» Министерства авиационной промышленности СССР, гор. Дубна Московской области                                                          | 06.05.1983      | машиностроение  | Бузулук                 | [ ГС 53 ] |
| 60 | Солдатенков Александр Михайлович | 14.01.1927 — 11.08.2013 | Заместитель начальника Центрального специализированного конструкторского бюро Министерства общего машиностроения СССР, гор. Куйбышев                                                                        | 04.12.1987      | машиностроение  | Грачёвский район        | [ ГС 54 ] |
| 61 | Солдатов Даниил Григорьевич      | 24.12.1892 — 07.08.1975 | Бригадир виноградарского совхоза «Геленджик» Министерства пищевой промышленности СССР, Геленджикский район Краснодарского края                                                                              | 27.08.1951      | сельхоз         |                         | [ ГС 55 ] |
| 62 | Солонин Василий Степанович       | 25.12.1914 — 02.12.1980 | Звеньевой зернового совхоза «Зилаирский» Министерства совхозов СССР, Баймакский район Башкирской АССР | 29.04.1948      | сельхоз         | Гайский район           | [ ГС 56 ] |
| 63 | Терехов Анатолий Константинович  | 17.12.1934 — 1983       | Горный мастер шахты «Коксовая» комбината «Прокопьевскуголь» Министерства угольной промышленности СССР, Кемеровская область                                                                                  | 24.07.1975      | углепром        | Абдулинский район       | [ ГС 57 ] |
| 64 | Толмачёв Михаил Ильич            | род. 1930               | Машинист экскаватора Кургашинканского рудника Алтын-Топканского свинцово-цинкового комбината имени В. И. Ленина Министерства цветной металлургии СССР, Ташкентская область                                  | 20.05.1966      | металлургия     |                         |           |
| 65 | Тонкошкур Владимир Корнеевич     | 16.09.1931 — 29.06.2023 | Начальник участка шахты имени 50-летия Октябрьской революции Карагандинского производственного объединения по добыче угля Министерства угольной промышленности СССР                                         | 05.03.1976      | углепром        | Акбулакский район       | [ ГС 58 ] |
| 66 | Тюнин Николай Андриянович        | 03.09.1931 — 23.06.1995 | Старший машинист экскаватора специализированного управления № 45 треста «Строймеханизация» Министерства строительства предприятий нефтяной и газовой промышленности СССР, гор. Бугульма Татарской АССР      | 12.05.1977      | строительство   | Северный район          | [ ГС 59 ] |
| 67 | Тюпко Валентин Афанасьевич       | 1928 — ????             | Бригадир тракторно-полеводческой бригады Среднеазиатской машиноиспытательной станции, Янги-Юльский район Ташкентской области                                                                                | 25.12.1959      | сельхоз         | Орск                    | [ ГС 60 ] |
| 68 | Фомичёва Людмила Ивановна        | род. 1941               | Оператор машинного доения экспериментального племсовхоза «Наро-Осановский» Одинцовского района Московской области                                                                                           | 17.08.1988      | сельхоз         |                         | [ ГС 61 ] |
| 69 | Цурлуй Сергей Григорьевич        | 16.07.1899 — 07.06.1980 | Директор совхоза «Степной» Джетыгаринского района Кустанайской области | 11.01.1957      | сельхоз         | Адамовский район        | [ ГС 62 ] |
| 70 | Чистополов Григорий Васильевич   | 20.01.1902 — 21.12.1982 | Главный зоотехник Ухтомского районного отдела сельского хозяйства Московской области | 07.04.1949      | сельхоз         | Сорочинский район       | [ ГС 63 ] |
| 71 | Щёлоков Георгий Тимофеевич       | 21.01.1912 — 05.04.1966 | Директор совхоза «Пионер» Талицкого района Свердловской области | 08.03.1958      | сельхоз         | Гайский район           | [ ГС 64 ] |
| 72 | Явнов Сергей Антонович           | 07.02.1937 — 24.01.2016 | Водитель троллейбуса троллейбусного депо Кировского района Министерства жилищно-коммунального хозяйства РСФСР, гор. Новосибирск                                                                             | 14.08.1986      | жилкомхоз       | Пономарёвский район     | [ ГС 65 ] |
| 73 | Яковенцев Анатолий Александрович | 11.06.1937 — 24.09.2014 | Командир самолёта Липецкого объединённого авиационного отряда Управления гражданской авиации центральных районов Министерства гражданской авиации СССР                                                      | 04.02.1983      | транспорт       | Сорочинский район       | [ ГС 66 ] |
| 74 | Яровой Григорий Васильевич       | 26.06.1913 — 05.02.1989 | Председатель сельхозартели имени XIX партсъезда Осакаровского района Карагандинской области | 11.01.1957      | сельхоз         | Кувандыкский район      | [ ГС 67 ] |

## Герои Социалистического Труда, прибывшие в Оренбургскую область на постоянное проживание из других регионов
| № | Фамилия, имя, отчество               | Даты жизни              | Деятельность                                                                                      | Дата присвоения | Отрасль | Место проживания        | ГС       |
| - | ------------------------------------ | ----------------------- | ------------------------------------------------------------------------------------------------- | --------------- | ------- | ----------------------- | -------- |
| 1 | Димова (Шапошникова) Анна Васильевна | 19.12.1928 — 12.11.2010 | Рабочая Хецерского совхоза Министерства сельского хозяйства СССР, Зугдидский район Грузинской ССР | 31.07.1950      | сельхоз | Оренбург                | [ ГС 1 ] |
| 2 | Каташёв Пётр Александрович           | 16.12.1933 — 09.06.2020 | Тракторист совхоза «Львовский» Державинского района Тургайской области                            | 10.12.1973      | сельхоз | Новосергиевский район   | [ ГС 2 ] |
| 3 | Щёлок Михаил Васильевич              | 16.01.1937 — 31.03.2008 | Бригадир совхоза «Северный» Комсомольского района Актюбинской области                             | 19.04.1967      | сельхоз | Оренбург                | [ ГС 3 ] |
| 4 | Явдошин Анатолий Архипович           | 19.07.1938 — 02.01.2012 | Тракторист совхоза «Ярославский» Комсомольского района Актюбинской области                        | 19.02.1981      | сельхоз | Красногвардейский район | [ ГС 4 ] |

## Лица, лишённые звания Героя Социалистического Труда
| № | Фамилия, имя, отчество       | Даты жизни  | Деятельность | Дата присвоения | Дата лишения | Отрасль | Место рождения | ГС       |
| - | ---------------------------- | ----------- | --- | --------------- | ------------ | ------- | -------------- | -------- |
| 1 | Хайруллин Шейхи Шайхатарович | 1909 — ???? | Директор Оренбургского научно-исследовательского института молочно-мясного скотоводства Министерства сельского хозяйства СССР | 31.12.1961      | 11.06.1964   | наука   | *Бурятия       | [ ГС 1 ] |